# 查理四世观景台

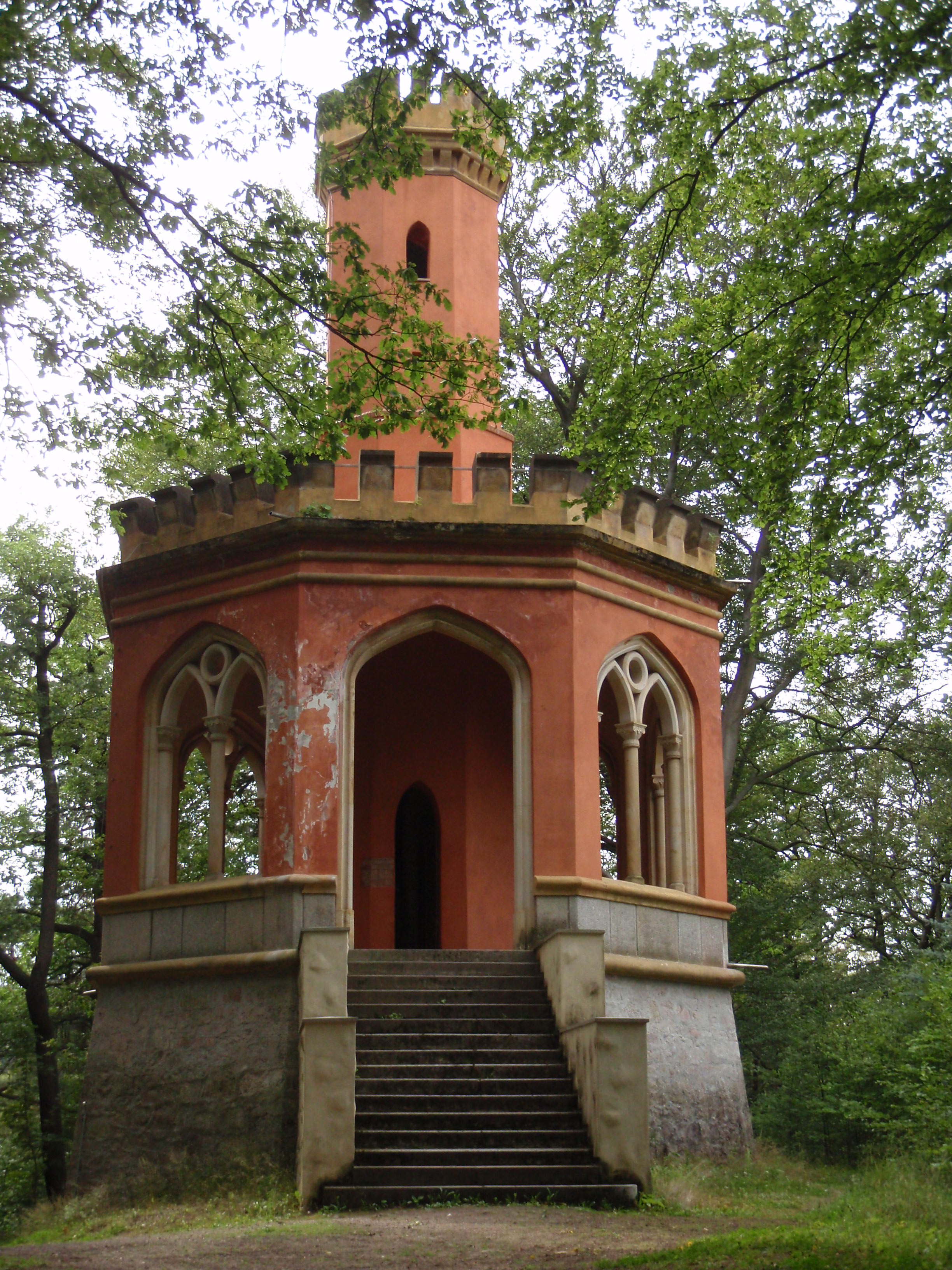

查理四世观景台（Vyhlídka Karla IV.）是捷克卡罗维发利的一座了望塔，海拔514米，塔高15米，79级台阶，位于南山，普普大饭店和艺术画廊（Galerií umění）之间。 观景台列为捷克文化古迹加以保护。
了望塔全年开放。

## 历史
查理四世观景台建于1877年。该建筑模仿北德石勒苏益格哥特式风格的了望塔。最初称为弗朗茨·约瑟夫观景台（rozhledna Františka Josefa），第一次世界大战后更名为Josefshöhe (Josefova výšina)。1945年以后改名为查理四世观景台。2001年，该建筑完全修复，2014年再次翻新。